# Дощові черви
Дощові черви (черв'яки, хробаки), земляні черв'яки, земляні хробаки (лат. Lumbricina) — загальна назва, що об'єднує ряд родин кільчастих черв'яків класу малощетинкових. З точки зору систематики ця група не є таксономічною одиницею, а виділена на підставі особливостей екології і деяких морфофізіологічних властивостей включених в неї родин. Всього відомо близько 1500 видів дощових червів, більшість яких мешкає в тропіках. Вагомий внесок у вивчення біології та значення дощових червів для лісових ґрунтів зробив український вчений А. І. Зражевський.
Немає сумніву, що навряд чи є ще інші тварини, які зіграли б таку важливу роль в історії світу, як ці низькоорганізовані істоти.
Чарлз Дарвін, 1881

## Будова тіла та зовнішній вигляд
Тіло дощових червів складається з багатьох кілець, або сегментів кількість яких в різних видів від 80 до 320. Всі сегменти, окрім переднього, мають по 8, а в деяких тропічних видів — по декілька десятків, коротких щетинок, які допомагають тварині чіплятися за ґрунт під час руху. Довжина тіла великих тропічних дощових червів до 2–2,5 метрів, в Україні дорослі черв'яки доростають до 15–30 сантиметрів, а на півдні України й більше. Забарвлення — від ясно-сіруватого до чорнувато-бурого або вишнево-червоного. Черевна сторона тіла пласка, спинна — опукла і темніша, ніж черевна. Приблизно там, де закінчується передня частина тіла, у хробака є потовщення, зване пояском який розташований у більшості видів українських видів між 25 і 40-м сегментами. У ньому містяться особливі залози, що виділяють клейку рідину. При розмноженні з неї утворюється яйцевий кокон, всередині якого розвиваються яйця хробака.
Дощові черви мають розвинену кровоносну систему з червоною кров'ю. Кровоносна система складається з двох поздовжніх судин — спинної і черевної та гілок, які з'єднують ці судини і розносять кров. М'язові стінки судин, скорочуючись, женуть кров по всьому тілу хробака.
Дихання шкіряне. Шкіра тварини вкрита слизом, який захищає її від висихання та допомагає пересуватися в ґрунті.
Нервова система складається зі слаборозвиненого головного мозку і черевного ланцюжка. У кожному членику тіла є по одному подвійному нервовому вузлу. Всі вузли з'єднані між собою перемичками. На передньому кінці тіла в області глотки від нервового ланцюжка відходять дві перемички. Вони охоплюють глотку праворуч і ліворуч, утворюючи навкологлоткове нервове кільце. Зверху в цьому кільці є потовщення — надглотковий нервовий вузол. Від нього в передню частина тіла хробака відходить безліч найтонших нервів. Цим пояснюється велика чутливість цієї частини тіла.
Спеціальні органи чуття відсутні, але шкіра багата чутливими клітинами. Відомо, що дощові черв'яки, не маючи спеціальних органів зору, все ж таки сприймають світлові подразнення. Якщо вночі раптово освітити хробака ліхтарем, він швидко ховається. Досліди показують також, що дощові черв'яки відчувають запахи. Нюх допомагає черв'якові знаходити їжу. Ще Чарлз Дарвін встановив, що черв'яки добре розрізняють по запаху листя рослин, якими харчуються.
У дощових хробаків добре розвинута мускулатура. М'язи червів лежать під шкірою, утворюючи разом з нею суцільний шкірно-м'язовий мішок. М'язи розташовані двома шарами. Прямо під шкірою лежить шар кільцевих м'язів, а під ними — товстіший шар поздовжніх м'язів. При скороченні поздовжніх м'язів тіло хробака вкорочується й гладшає. При скороченні кільцевих, навпаки, тіло робиться тоншим і довшим. Скорочуючись по черзі, обидва шари м'язів обумовлюють рух хробака. Скорочення м'язів відбувається під впливом нервової системи, розгалужується в м'язовій тканині. Рух хробака значно полегшується тим, що на його тілі з черевної сторони є маленькі щетинки. Їх можна відчути, провівши змоченим у воді пальцем по боках і по черевній стороні тіла хробака, від заднього кінця до переднього. За допомогою цих щетинок дощовий черв'як пересувається під землею. Ними ж він затримується, коли його витягують із землі. За допомогою щетинок черв'як опускається і піднімається по своїх земляних ходах.
У травній системі дощових червів можна розрізнити кілька відділів. За ротовим отвором розташована сильна м'язова глотка, що переходить у тонкий стравохід, а потім — в обширний зоб. У зобі їжа нагромаджується і змочується. Після цього вона надходить у м'язовий жувальний шлунок, який має вигляд мішка з товстими твердими стінками. Тут їжа перетирається, після чого скороченням м'язових стінок шлунку пересувається в тонку трубку — кишку. Тут під дією травних соків їжа перетравлюється, через стінку кишки поживні речовини всмоктуються в порожнину тіла і надходять у кров. З кров'ю поживні речовини розносяться по всьому тілу хробака. Чи не переварені залишки їжі викидаються назовні через анальний отвір.
Видільна система хробака складається з найтонших білуватих звивистих трубочок. Вони лежать попарно майже в кожному членики тіла хробака. Кожна трубочка з одного кінця відкривається воронкоподібним розширенням в порожнину тіла. Інший кінець відкривається назовні на черевній стороні тваринного дуже малим отвором. Через ці трубочки і виділяються з порожнини тіла, нагромаджується там непотрібні речовини.
Дощові черви здатні до значної регенерації при якій відновлюють втрачені частини тіла.

## Розмноження
Дощові черви — гермафродити. У кожного дощового черв'яка є чоловічі органи — сім'яники, в яких розвиваються сперматозоїди, і жіночі статеві органи — яєчники, в яких утворюються яйцеклітини. Розмножуються черви, підповзаючи один до одного і обмінюючись сперматозоїдами. Потім муфточка ослизнюється і сповзає до жіночих органів, які знаходяться на кінці тіла та виділяють яйцеклітини. Потім черв'як скидає муфточку, в якій зливаються жіночі і чоловічі клітини. Через 2–3 тижні утворюється потомство, а через 4–5 тижнів черв'як досягає своїх стандартних розмірів.[джерело?]

## Поведінка
Дощові черви живуть в ґрунті в якому рухаються по різному в залежності від його щільності. В м'якій землі хробак загостреним кінцем тіла розсовує часточки ґрунту і протискається між ними напруженням м'язів то звужуючи то розширюючи своє тіло. В щільному ґрунті черв'як проковтує землю і пропускає її крізь кишківник. Пропущений через шлунок ґрунт зліплюється в характерні грудочки, саме їх можна побачити біля виходів черв'якових нір на поверхню. Ходи червів йдуть в глибину не менше ніж на 60—80 см, а у великих видів — до 8 метрів.
На поверхні дощовий черв'як пересувається повзанням. При цьому він спочатку витягує передній кінець тіла і чіпляється щетинками, розташованими на черевній стороні, за нерівності ґрунту, а потім, скорочуючи м'язи, підтягує задній кінець тіла.
Через шкіряне дихання дощових червів мало на піщаних ґрунтах і вони не зустрічаються у болотах. У воді розчинено замало кисню для червів тому вони не живуть у просочених нею ґрунтах, гинуть вони і в сухій землі де шкіра підсихає і дихання припиняється. У теплу і вологу погоду дощові черв'яки тримаються ближче до поверхні. Під час тривалої посухи, а також в холодний період вони заповзають глибоко в землю.
Дощові черви ведуть нічний спосіб життя, вдень виходять на поверхню лише після сильних дощів (звідки й назва), коли починають задихатися через нестачу кисню в насиченому водою ґрунті. Харчуються різними рослинними залишками, гноєм. Вони втягують, зазвичай вночі, у свої нірки листя, стеблини тощо.

## Значення та роль в ґрунтоутворенні
Дощові черв'яки відіграють значну роль у процесах ґрунтоутворення. Вперше серед науковців помітив зв'язок між цими тваринами та родючістю ґрунту англійський натураліст Гільберт Уайт 1789 року. Займався цим питанням і Чарлз Дарвін, який у 1881 році опублікував роботу «Про утворення ґрунтового шару», в якій виклав теорію перемішування червами різних шарів землі.
Дощові черви впливають на ґрунт трьома способами. По-перше, вони прокладають в землі ходи, що можуть сягати восьмиметрової глибини, враховуючи кількість червів часом на 1 м² землі припадає до кількох кілометрів подібних ходів, які полегшують проникнення повітря та води до кореневої системи рослин. Окрім того, ці ходи зменшують щільність землі, що сприяє росту коренів. По-друге, дощові хробаки перемішують різні шари ґрунту виносячи наверх землю з нижніх шарів і затягуючи рештки рослин на глибину. По-третє, земля, що пройшла через кишківник червів збагачується біологічно активними мікроорганізмами.
Дощові черв'яки становлять 50–70 % всієї біомаси ґрунтових безхребетних. На одному гектарі добре доглянутих лугів або пасовищ загальна їх кількість становить від 1 до 200 мільйонів особин, в середньому близько 20 мільйонів, а вага їх біомаси — від 2 до 5 тонн на гектар, що на два порядки перевищує біомасу наземних тварин.
Дощові черви є проміжними господарями легеневих гельмінтів свиней і деяких паразитів птахів.

## Цікаво
- За даними наукових досліджень дощові черв'яки допомагають виробляти 140 мільйонів тонн продовольства на рік. [1]